# Eiskunstlauf-Europameisterschaften 1937
Die 36. Eiskunstlauf-Europameisterschaften fanden 1937 in Prag statt.

## Ergebnisse

### Herren
| Platz | Sportler          | Land                   |
| ----- | ----------------- | ---------------------- |
| 1     | Felix Kaspar      | Österreich             |
| 2     | Graham Sharp      | Vereinigtes Königreich |
| 3     | Elemér Terták     | Ungarn                 |
| 4     | Freddie Tomlins   | Vereinigtes Königreich |
| 5     | Herbert Alward    | Österreich             |
| 6     | Leopold Linhart   | Österreich             |
| 7     | Marcus Nikkanen   | Finnland               |
| 8     | Horst Faber       | Deutsches Reich        |
| 9     | Jaroslav Sadílek  | Tschechoslowakei       |
| 10    | Freddy Mésot      | Belgien                |
| 11    | Jean Henrion      | Frankreich             |
| 12    | Rudolf Praznowski | Tschechoslowakei       |
| 13    | Paul Schwab       | Jugoslawien            |
| 14    | Emanuel Thuma     | Jugoslawien            |

### Damen
| Platz | Sportlerin             | Land                   |
| ----- | ---------------------- | ---------------------- |
| 1     | Cecilia Colledge       | Vereinigtes Königreich |
| 2     | Megan Taylor           | Vereinigtes Königreich |
| 3     | Emmy Putzinger         | Österreich             |
| 4     | Hedy Stenuf            | Frankreich             |
| 5     | Hanne Niernberger      | Österreich             |
| 6     | Gladys Jagger          | Vereinigtes Königreich |
| 7     | Věra Hrubá             | Tschechoslowakei       |
| 8     | Eva Nyklová            | Tschechoslowakei       |
| 9     | Klára Erdős            | Ungarn                 |
| 10    | Martha Mayerhans       | Deutsches Reich        |
| 11    | Audrey Peppe           | Österreich             |
| 12    | Joy Ricketts           | Vereinigtes Königreich |
| 13    | Irma Hartung           | Deutsches Reich        |
| 14    | Gerd Helland-Björnstad | Norwegen               |
| 15    | Anne Marie Saether     | Norwegen               |

### Paare
| Platz | Sportler                                   | Land                   |
| ----- | ------------------------------------------ | ---------------------- |
| 1     | Maxi Herber / Ernst Baier                  | Deutsches Reich        |
| 2     | Ilse Pausin / Erik Pausin                  | Österreich             |
| 3     | Piroska Szekrényessy / Attila Szekrényessy | Ungarn                 |
| 4     | Violet Cliff / Leslie Cliff                | Vereinigtes Königreich |
| 5     | Inge Koch / Günther Noack                  | Deutsches Reich        |
| 6     | Anna Cattaneo / Ercole Cattaneo            | Königreich Italien     |
| 7     | Liese Kianek / Adolf Rosdol                | Österreich             |
| 8     | Věra Treybalová / Josef Vosolsobě          | Tschechoslowakei       |
| 9     | Feda Kalenčíková / Karel Glogar            | Tschechoslowakei       |